# John L. Nichols House
Das John L. Nichols House ist ein historisches ehemaliges Wohngebäude in Bloomington, Indiana in den Vereinigten Staaten. Es wurde in einer Spätform des viktorianischen Stils im Jahr 1900 erbaut. Das einstige Wohnhaus des führenden Architekten in Bloomington dient nicht mehr zu diesem Zweck, sondern beherbergt eine Rechtsanwaltskanzlei, ist aber dennoch als historische Stätte ausgewiesen.

## Geschichte
Der 1859 in Bloomington geborene:4 John L. Nichols war der erste Architekt, der in Bloomington seine Dienste anbot,:xxviii und er blieb einen Großteil seines Lebens auch der einzige Architekt in der Stadt. Als führendes Mitglied der sozialen Gesellschaft seiner Heimatstadt wurde er Ende des 19. und Anfang des 20. Jahrhunderts bei vielen Neubauten mit dem Entwurf und der Planung beauftragt; alleine im Jahr 1908 fertigten er und sein Architekturbüro mehr als 600 Designentwürfe aus. So sind viele der prominenten Bauwerke am Courthouse Square im Zentrum der Stadt seine Arbeiten.:4 Er beschränkte sich jedoch nicht nur auf gewerbliche Bauten im großen Rahmen, sondern führte auch Entwürfen von Wohnhäusern aus. Unter seinem Werk findet sich auch das 1895 entstandene Batman-Waldron House, das bei einer lokalen Denkmalpflege-Erhebung als „exzentrischstes Herrenhaus“ der Stadt beschrieben wurde.:28 Auch Aufträge für kleinere Häuser wurden von ihm angenommen; im Jahr 1902 veröffentlichte er in Buchform eine Sammlung von Entwürfen für Wohnhäuser, die zumeist Elemente von klassizistischer Architektur, Queen Anne Style, Neuromanik und Stick Style miteinander kombinierten, um einen charakteristischen und populären Stil schufen, der von ortsansässigen Historikern als „Free Classic“ bezeichnet wurde.:xxix
Eines der Gebäude, das Nichols als ein leitendes Beispiel seiner architektonischen Ideale heranzog, war das Haus, das er für sich selbst und seine Frau an der College Avenue nördliche des Stadtzentrums entwarf. Nach der Erbauung im Jahr 1900 nutzte er dieses Haus ausgiebig in seinem Buch als Anschauungsobjekt für sein Architekturverständnis.:4
Nichols zog bereits zwei Jahre nach der Fertigstellung des Hauses wieder aus, behielt es jedoch in seinem Eigentum, bis er es 1905 an die Indianapolis Southern Railroad verkaufte, die damals in der Nachbarschaft seines Grundstückes eine Eisenbahnstrecke baute. Mit Ausnahme von zwölf Jahren, in denen in dem Haus ein ortsansässiger Eisenbahnbediensteter wohnte, hat es die Eisenbahngesellschaft nur wenig genutzt. Im Jahr 1940 verkaufte das Unternehmen, das inzwischen von der Illinois Central Railroad geschluckt worden war, das Gebäude. Von da an wechselte die Eigentümerschaft des Hauses mehrfach. In der zweiten Hälfte des 20. Jahrhunderts begann das Gebäude zu verwahrlosen, doch in den 1980er Jahren begann ein neuer Eigentümer mit der Renovierung des Hauses und der Wiederherstellung des ursprünglichen Zustandes.:2

## Architektur

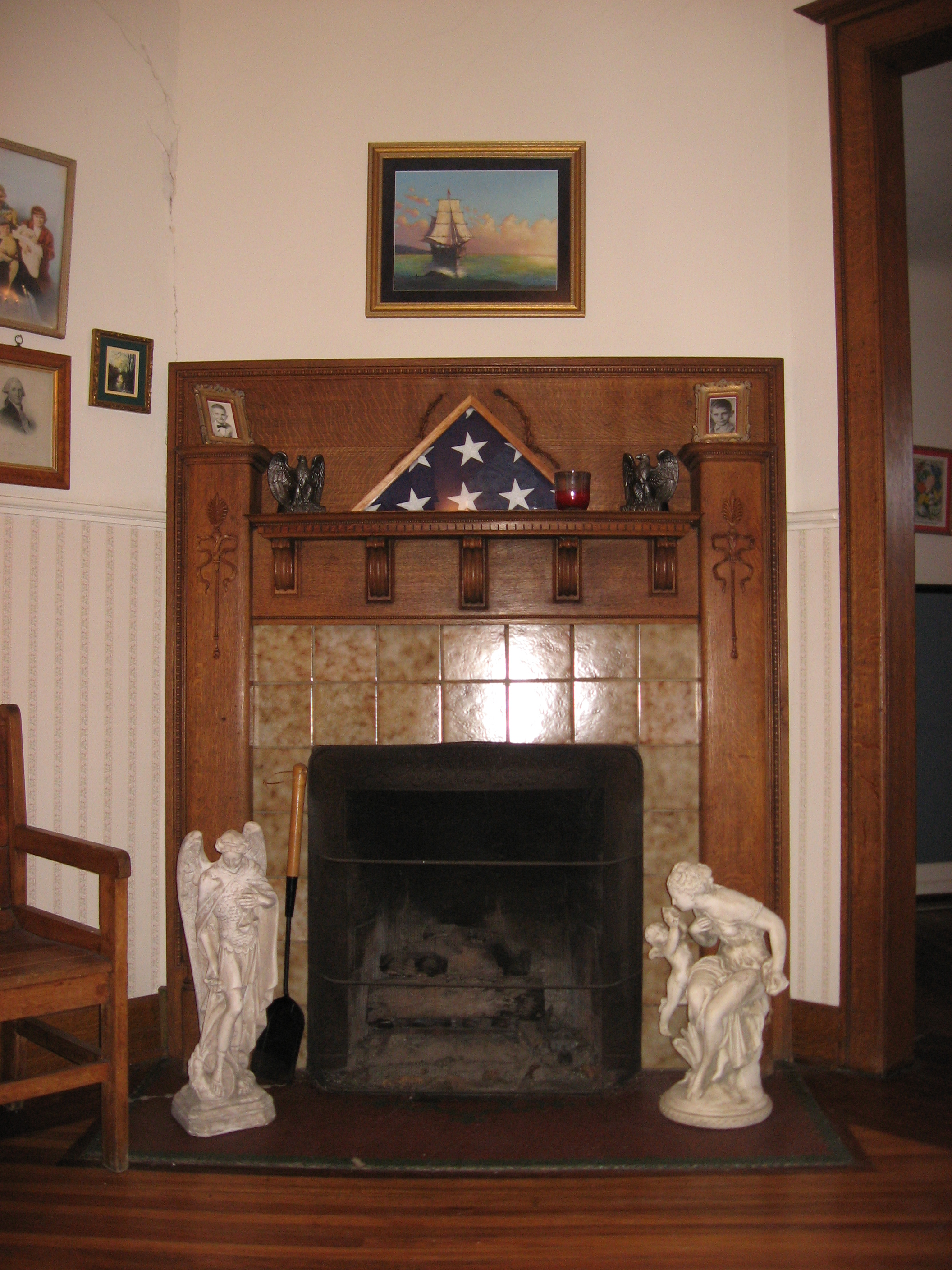
Offener Kamin im Wohnzimmer

Charakteristisch für seinen Architekten weist das Nichols House eine Mischung verschiedener Architekturstile auf. Einige Designelemente berufen sich auf antike griechische Tempel, etwa durch die Verwendung korinthischer Säulen, die das Dach der Eingangsveranda stützen.:xxix
Das Haus selbst hat einen ungewöhnlichen Grundriss. Die Westseite ist gerade, die Ostseite weist einen Seitenflügel auf. Die nach Norden und Süden liegenden Enden sind nicht gerade, sondern fünfeckig geformt. Das unterkellerte Gebäude ist einstöckig und hat fünf Räume. Die Holzständerkonstruktion ist mit waagrechten Holzbohlen verkleidet. Das Schindeldach aus Zedernholz wurde später durch ein Glasfaserdach ersetzt. Sowohl Originaldach als auch die spätere Ersetzung sind Satteldächer, mit Ausnahme der Dächer der Eingangsveranda und des Seitenflügels an der Rückseite.:2
Im Innern bedecken Vertäfelungen aus Eichen- und Walnussholz den größten Teil der Wände, die Fußbodendielen sind aus Kirschholz. Unter den noch originalen Innenausstattungselementen sind der offene Kamin, der noch die ursprünglich gebaute Herdstelle besitzt. Tageslicht erhält das Innere des Hauses durch mehrere große Fenster, von denen eine unverhältnismäßig große Anzahl sich in den pentagonförmigen Enden des Gebäudes befindet. Zwar sind einige dieser Fenster Drehflügelfenster und andere Aufschiebfenster sind, setzen sie sich alle aus vielen kleinen Diamantförmigen Scheiben zusammen,:2 und sie folgen damit einem Muster, das Nichols in vielen seiner Entwürfe verwendet hat.:xxix

## Verwandte Gebäude

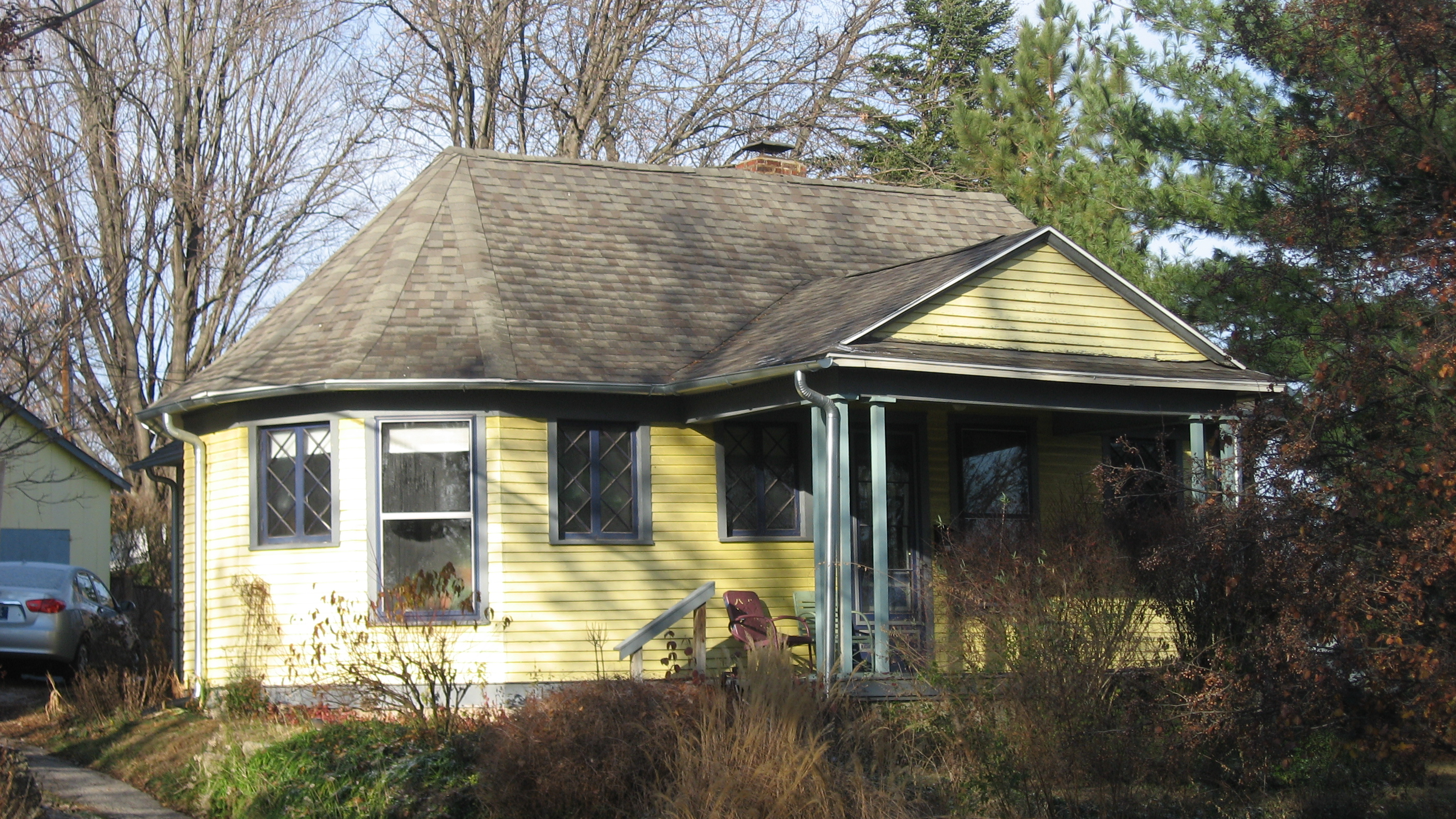
Ähnliches Haus in Prospect Hill

Direkt hinter Nichols’ Haus befindet sich sein Atelier, ein eigenständiges zweistöckiges Gebäude, das in einem ähnlichen Stil gebaut ist, wie sein Wohnhaus.:2 Es ist jedoch signifikant einfacher gestaltet und hat einen offenen Grundriss mit simpler und schlichter Bauweise.:3 In der Vergangenheit wurde das Atelier in derselben Weise vernachlässigt, wie das Haus, doch wurde dieses Nebengebäude bei der Renovierung des Hauses ausgelassen.:4
Ein ähnlich Wohnhaus befindet sich an der Rogers Street in Prospect Hill, in der Nähe von vier anderen Arbeiten des Architekten. Es gehörte zwar nicht Nichols, ist aber im Grunde ein Abbild dessen eigenen Wohnhauses;:43 beide Häuser sind mit waagrechten Brettern verkleidet und verfügen über pentagonale Ende.:44

## Denkmalschutz
Am 27. September 1984 wurde das John L. Nichols in das National Register of Historic Places aufgenommen, weil es einerseits einen einzigartigen historischen Baustil aufweist und es andererseits direkt mit Nichols verbunden ist. Wie mehrere weitere Entwürfe des Architekten,:4 hat das Haus auch den Status als „Bloomington Historic Designation“, und der 2004 veröffentlichte City of Bloomington Interim Report, eine Untersuchung zur Denkmalpflege in der Stadt, nennt es den wichtigsten Bestandteil des örtlich als Denkmalschutzensemble ausgewiesenen Illinois Central Railroad and North College Historic District.:5
Heute wird das Haus von einer ortsansässigen Rechtsanwaltskanzlei genutzt.

## Belege
1. 1 2 3 4 5 6 7 8 9  Dean Dodge: J.L. Nichols House and Studio. (PDF) In: National Register of Historic Places Inventory/Nomination. National Park Service, 1. März 1984, abgerufen am 30. Juni 2011 (englisch).
2. 1 2 3 4 5 6 7 8 9  Indiana Historic Sites and Structures Inventory.  City of Bloomington Interim Report.  Bloomington: City of Bloomington, April 2004.
3. ↑  Eintrag im National Register Information System. National Park Service, abgerufen am 18. Mai 2016